# Marcos de Viterbo
Marcos de Viterbo em italiano: Marco Parentezza da Viterbo (Viterbo, c. 1304 — Viterbo, 4 de setembro de 1369) foi um cardeal italiano e franciscano.

## Biografia
Ele nasceu em Viterbo por volta de 1304. Tornou-se Ministro Geral da sua ordem em 1359.  O Papa Urbano V o elevou à categoria de cardeal no consistório de 18 de setembro de 1366. Ele morreu em 4 de setembro de 1369.